# Alvis TA 14
Alvis TA 14 är en bilmodell från Alvis som tillverkades mellan 1946 och 1950. Modellen tillverkades i 3 311 exemplar.
Det såldes 60 st Alvis TA14 till Sverige mellan åren 1947-1950[källa behövs].